# Hannah Montana (colonna sonora)
La colonna sonora delle serie televisiva Hannah Montana della Disney Channel è stata pubblicata il 24 ottobre 2006 negli Stati Uniti d'America e il 16 marzo 2007 in Italia. Le prime otto tracce dell'album sono cantate da Miley Cyrus, accreditata come Hannah Montana. Ad esse si aggiungono quattro tracce interpretate da altri artisti, incluso Billy Ray Cyrus.
Il primo disco contiene 13 brani utilizzati per la colonna sonora della serie, mentre il secondo disco è un DVD.

## Singoli
The Best of Both Worlds, sigla della serie, è il singolo apripista, pubblicato il 28 marzo 2006. La canzone ha raggiunto la 92ª posizione negli Stati Uniti, la 17ª in Irlanda e la 43ª nel Regno Unito. Il secondo singolo, Who Said, ha raggiunto l'83ª posizione negli Stati Uniti, mentre il terzo singolo, If We Were a Movie, ha raggiunto la 47ª posizione nella medesima classifica. I Got Nerve, Pumpin' Up the Party, The Other Side of Me, This Is the Life e Just Like You, sebbene non siano mai state rilasciate come singoli, sono entrate nella classifica americana, rispettivamente alle posizioni 67, 81, 84, 89 e 99.

## Tracce
Disco 1
1. Hannah Montana – The Best of Both Worlds – 2:54
2. Hannah Montana – Who Said – 3:14
3. Hannah Montana – Just Like You – 3:14
4. Hannah Montana – Pumpin' Up the Party – 3:09
5. Hannah Montana – If We Were a Movie – 3:03
6. Hannah Montana – I Got Nerve – 3:06
7. Hannah Montana – The Other Side of Me – 3:07
8. Hannah Montana – This Is the Life – 2:58
9. The Click Five – Pop Princess – 4:24
10. Everlife – Find Yourself in You – 3:35
11. B5 – Shining Star – 2:44
12. Miley Cyrus – I Learned from You (feat. Billy Ray Cyrus) – 3:25

Disco 2 - Video Musicali (Solo nell'edizione speciale CD+DVD)
1. The Best of Both Worlds
2. Who Said
3. Just Like You
4. Pumpin' Up the Party
5. The Other Side of Me

Traccia aggiunta nell'edizione natalizia
1. Rockin' Around the Christmas Tree – 2:22

Traccia aggiunta nell'edizione speciale
1. Nobody's Perfect – 3:20

### Episodi contenenti i brani della tracklist
| Titolo               | Episodio                                  | Episodio                                 |
| Best of Both Worlds  |                                           | Sigla                                    |
| Who Said             | O Say, Can You Remember the Words?        | Una tragedia tutta da ridere             |
| Just Like You        | Miley Get Your Gum                        | La passione di Oliver                    |
| Pumpin Up the Party  | She's a Super Sneak                       | Lei è una super spiona                   |
| If We Were A Movie   | Good Golly, Miss Dolly                    | Guai folli, zia Dolly                    |
| I Got Nerve          | We Are Family: Now Get Me Some Water!     | Sei licenziato!                          |
| The Other Side of Me | I Can't Make You Love Hannah If You Don't | Non posso farti amare Hannah se non vuoi |
| This Is the Life     | Lilly, Do You Want To Know A Secret?      | Lilly e il segreto di Miley              |

## Successo commerciale
Hannah Montana ha debuttato alla vetta della classifica americana, con 281 000 copie vendute nella prima settimana, diventando il primo album del franchise a raggiungere la vetta della classifica. L'album ha mantenuto la prima posizione anche nella settimana successiva, con 203 000 copie vendute. Al di fuori degli Stati Uniti l'album ha raggiunto la 10ª posizione in Canada e top 20 in Austria, Norvegia e Spagna.

## Classifiche

### Classifiche settimanali
| Classifiche (2006-08) | Posizione massima |
| --------------------- | ----------------- |
| Australia             | 35                |
| Austria               | 14                |
| Canada                | 10                |
| Danimarca             | 23                |
| Francia               | 122               |
| Messico               | 23                |
| Norvegia              | 11                |
| Nuova Zelanda         | 22                |
| Paesi Bassi           | 67                |
| Spagna                | 14                |
| Stati Uniti           | 1                 |

### Classifiche di fine anno
| Classifica (2006) | Posizione |
| ----------------- | --------- |
| Stati Uniti       | 91        |
| Classifica (2007) | Posizione |
| Stati Uniti       | 4         |
| Classifica (2008) | Posizione |
| Austria           | 70        |
| Stati Uniti       | 71        |